# Drave (cours d'eau)
Pour les articles homonymes, voir Drave.
La Drave (Drau en allemand, Drava en italien, slovène et croate, Dráva en hongrois) est une rivière d'Europe centrale, dans le bassin du moyen Danube, second affluent (droit) du Danube par sa longueur.

## Étymologie
La rivière figure dans les sources latines comme Drăvus (nom masculin) et grecques comme Δρίβα Driva (nom féminin) désignant en particulier la partie pannonienne du fleuve. L'étymologie repose sur la racine indo-européenne * Drav-a, que l'on retrouve en hindi : Drava signifie « liquide, fluide », terme venant lui-même du sanskrit Dravas décrivant une « course, mouvement rapide ».

## Géographie

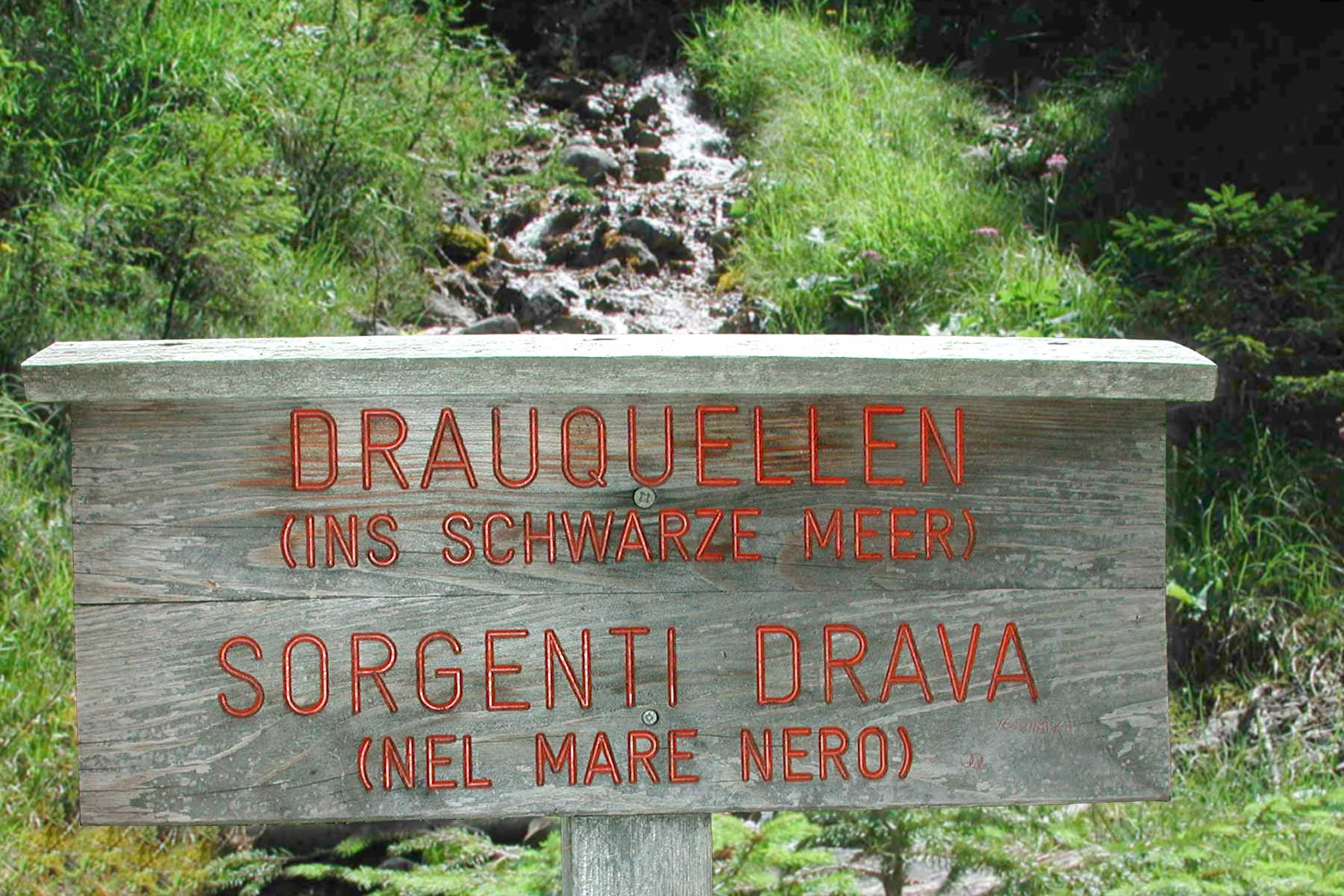
Les sources de la Drave en Italie, entre Dobbiaco et San Candido.

La Drave prend ses sources (plusieurs sources possibles proches les unes des autres) en tant que petit ruisseau sur la commune de Dobbiaco et dans la commune de San Candido (dans le hameau de la Sella di Dobbiaco), en province autonome de Bolzano au pied de la « Rocca dei Baranci », dans le parc naturel des Tre Cime en Italie et la région naturelle du Haut-Adige (aussi appelée Tyrol du Sud). Elle s'écoule entre le bassin de la Rienza et de la mer Adriatique et celui de la mer Noire, en descendant vers l’est.
Elle entre ensuite en Autriche dont elle arrose le sud. Elle sert ensuite de frontière entre l'Autriche et la Slovénie où elle entre pour arroser Maribor et Ptuj. Elle traverse ensuite le nord-est de la Croatie, en longeant la Hongrie dont elle constitue la majeure partie de la frontière entre ces deux pays. La Drave verse alors ses eaux dans le Danube à Osijek en Croatie, non loin de la frontière hongroise.

### Son parcours

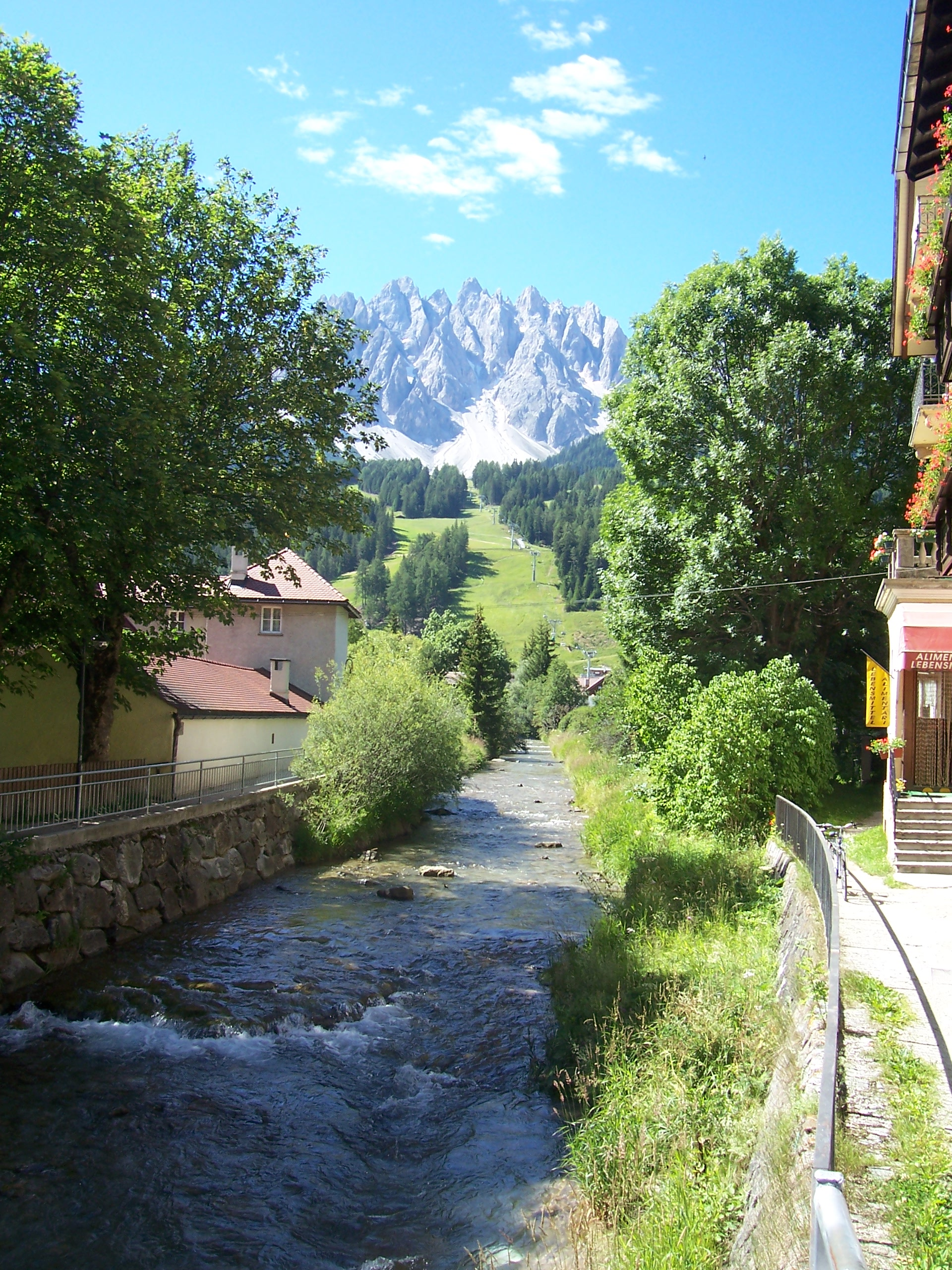
La Drave à San Candido.

Dans la localité de San Candido, ce qui n’est encore qu’un petit ruisseau reçoit son premier affluent, le Sesto, beaucoup plus riche en eau. Quelques kilomètres en aval de la source, dans la localité de Prato alla Drava, il entre en territoire autrichien du Tyrol oriental à Sillian. Il longe la partie est du val Pusteria et après environ 30 km arrive à Lienz, où il reçoit les eaux de l'Isel coulant des montagnes des Hohe Tauern (qui dans la période estive est plus abondant que la Drave elle-même).
Le fleuve entre ensuite dans la vallée de la Drave supérieure (Oberdrautal), s'étendant au land de Carinthie à Oberdrauburg et se terminant environ 55 km après Lienz, à Möllbrücke, où il reçoit le Möll qui naît en contrebas du Pasterze glacier. Ici il reprend une direction vers sud-est dans la vallée de la Drave inférieure (Unterdrautal), outrepasse la ville de Spittal au confluent de la Lieser et arrive à Villach ; là, il reçoit le Gail.
En aval de la ville, la Drave reçoit les eaux de la Gurk et s'écoule le long des Karavanke jusqu'à sa confluence avec la Lavant à Lavamünd. Elle entre en Slovénie près de Dravograd, reçoit la Meža et baigne Maribor en Basse-Styrie (qui avec 105 000 habitants est le principal centre du pays nord-occidental). Peu de kilomètres après, elle se jette dans le lac collinaire de Ptuj et sort de Slovénie à Ormož pour entrer en Croatie. Elle passe la ville de Varaždin, reçoit le Mur au village de Legrad et y commence à marquer la frontière entre ce pays et la Hongrie. Elle baigne enfin Osijek (la ville la plus peuplée de ses bords avec 115 000 habitants) et se jette dans le Danube près du village de Aljmaš, aux confins de la Croatie et de la Serbie.

### Communes italiennes baignées par la Drave et le Rio Sesto
- Sesto/Sexten
  - San Giuseppe/Moos, frazione di Sesto
- San Candido/Innichen
  - Versciaco/Viersach, frazione di San Candido
  - Prato alla Drava/Winnebach, frazione di San Candido

### Hydrographie

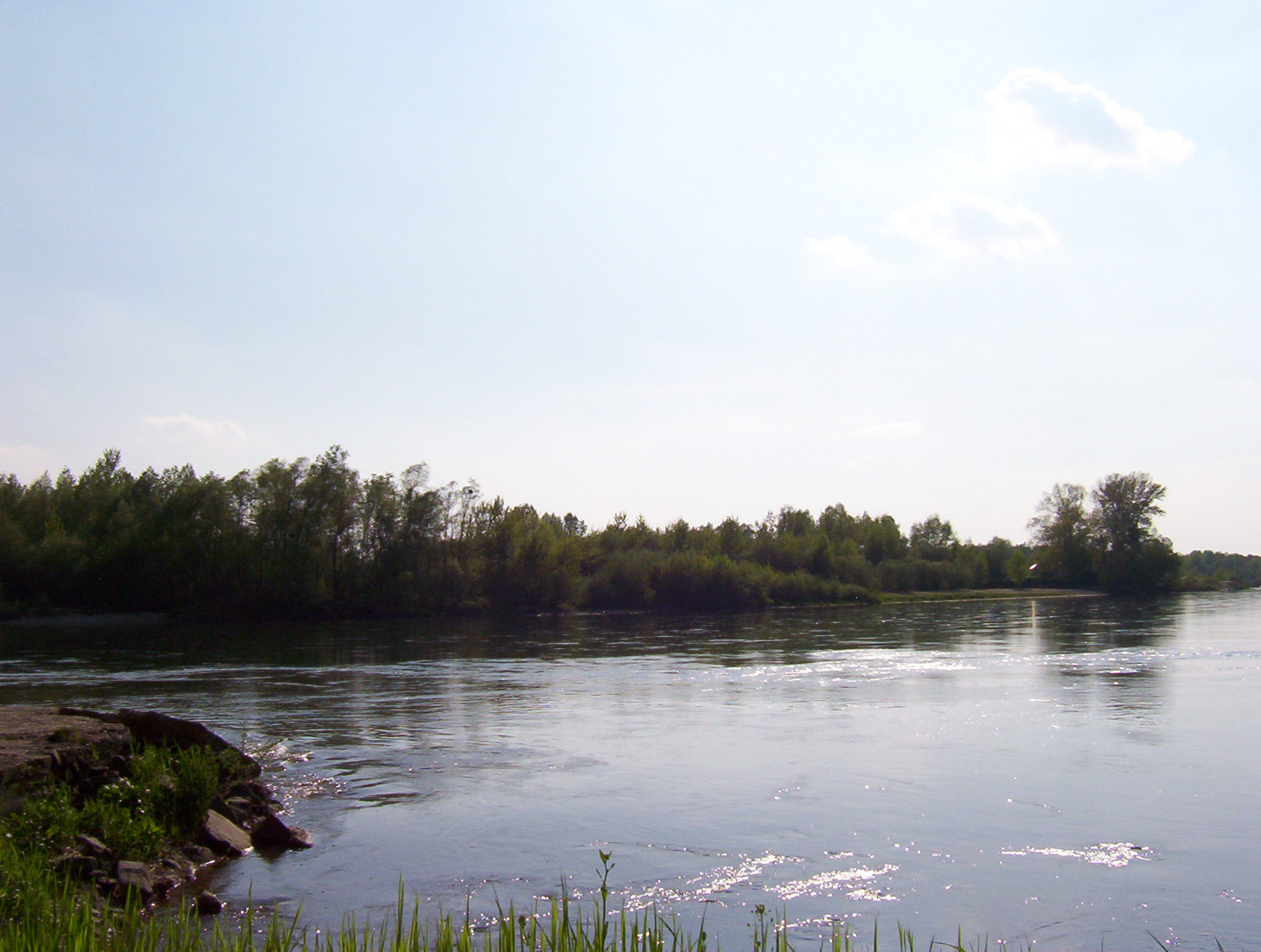
La Drave dans le comitat de Somogy, en Hongrie.

La Drave est longue de 749 km : cette longueur en fait le plus long cours d'eau qui « naît » en Italie et le plus long parmi ceux qui courent, au moins partiellement, sur le territoire italien. C’est le quatrième affluent du Danube pour sa longueur, après la Tisza, le Prout et la Save. Son bassin hydrographique couvre une superficie de plus de 11 000 km2 et s’étend sur cinq États. Son débit moyen à l'embouchure est de 670 m3 s−1.
La Drave devient navigable à Villach pour ses 90 derniers kilomètres. Cet important cours d'eau fut souvent pris comme exemple d’incohérence dans la définition des nouvelles frontières entre l’Autriche et l’Italie après la Première Guerre mondiale. En fait, l'Italie avait demandé et obtenu les territoires tyroliens au sud de la crête alpine, tandis que toutes les communes à l’est de Dobbiaco auraient dû, selon cette logique, rester sous domination autrichienne, ce qui n’arriva pas en fait.[réf. nécessaire]

## Aménagements et écologie

### La Drave d'hier et d'aujourd’hui
Les importants travaux de systémation et redressement du torrent, accomplis ces 150 dernières années, surtout après les inondations des années 1965-1966, ont fortement détérioré la Drave. Aulnaies et paludes de valeur écologique ont été asséchés et en grande partie détruits. Au Tyrol oriental et dans la Carinthie, de nombreux trajets de la Drave sont réduits en cours d’eau résiduels, à cause de la construction d’implantations hydro-électriques. En 1998, sur un tracé d’environ 70 km, des confins du Tyrol oriental jusqu’au sud de Spittal en Carinthie, la Drave a été définie comme aire de tutelle Natura 2000. Dans l’ensemble d’un projet sous l’égide de l'UE, quelques tracés ont été rendus à la nature. La partie supérieure de la Drave (autrichienne) est désignée site Ramsar le 6 mai 2014.

### La faune de la Drave
Plusieurs espèces piscicoles, très diffuses dans la Drave supérieure à l’origine, comme le Cobitis taenia, ou qui ont disparu ou sont devenus rares, comme le Barbatula barbatula, le Cottus gobio, la Phoxinus phoxinus et le Rhodeus amarus.

#### Le saumon du Danube
Même le saumon du Danube (Hucho hucho) était un temps très diffus dans la Drave. À la suite de la pollution, canalisation et construction de centrales, le poisson tend à disparaître. Ce poisson est un prédateur appartenant à la famille des salmonidés et est présent dans les affluents de droite du Danube.

#### Les écrevisses
Avant la régulation de la rivière et de l’assèchement des zones humides, la Drave avait un biotope optimal pour les écrevisses (Austropotamobius pallipes). Aujourd’hui, l’espèce résiste dans la partie supérieure de la Drave.

## Galerie

Le réservoir du Ferlach
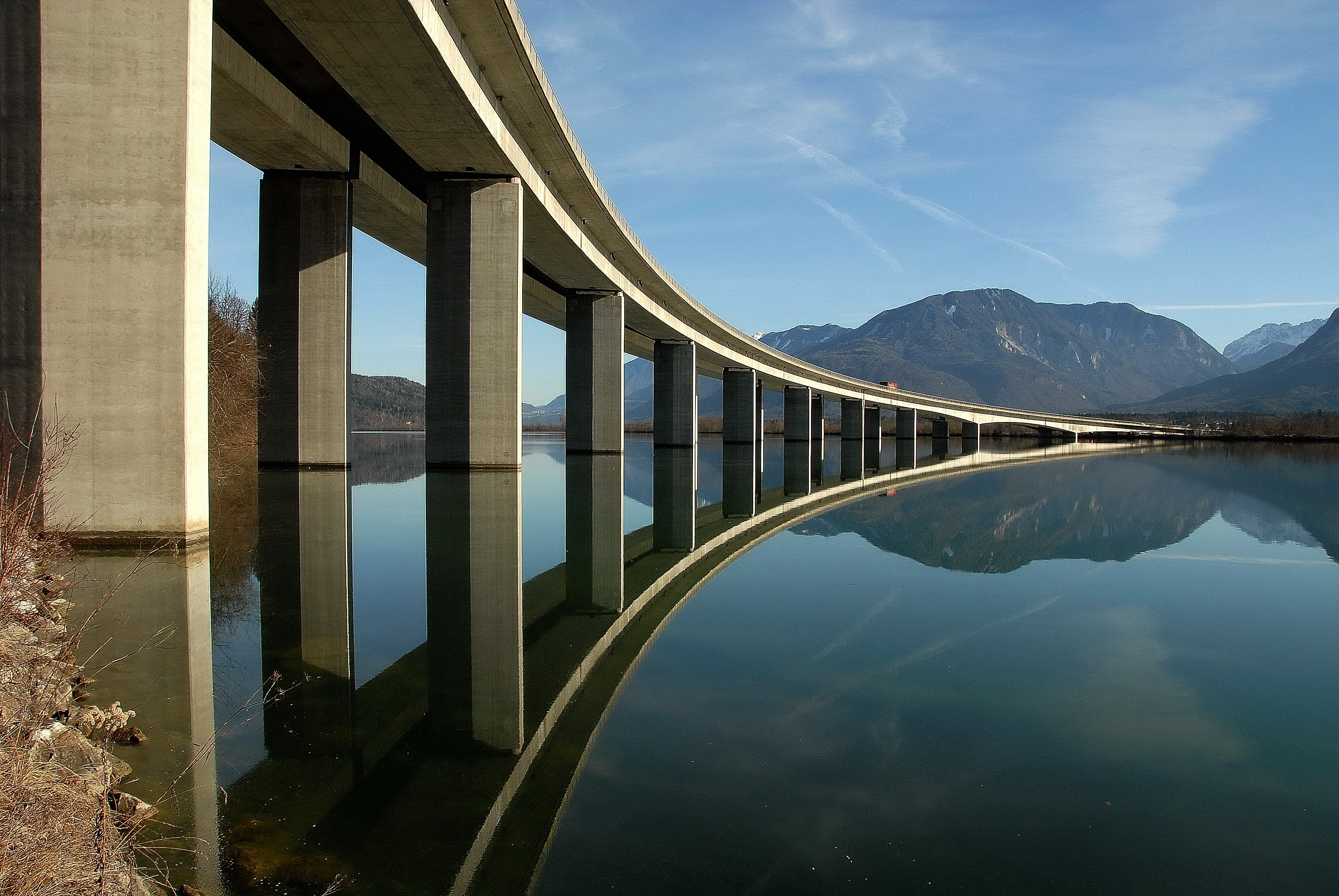
Pont routier sur Ferlacher Stausee
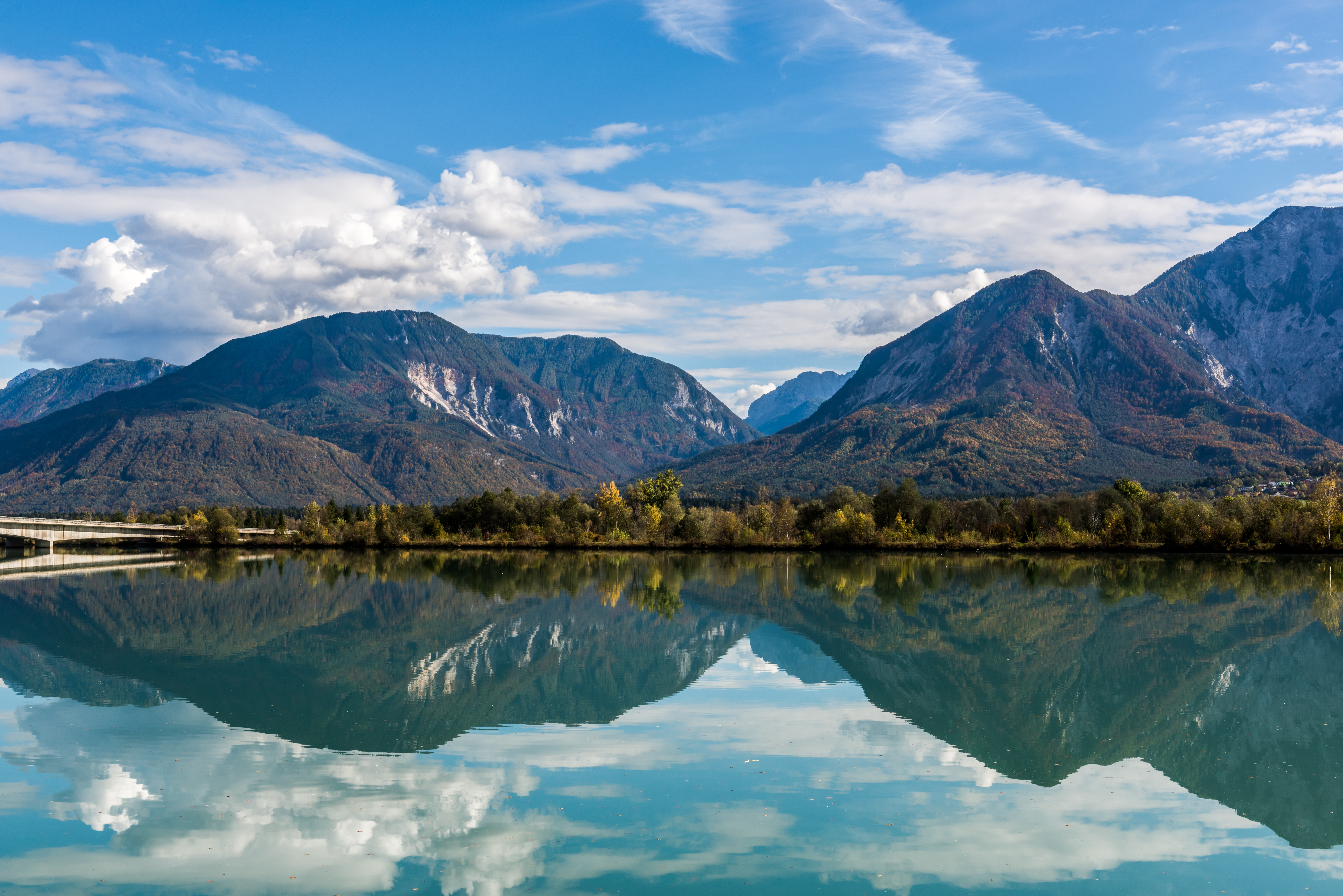
Le réservoir de Ferlach sur la Drave, à Köttmannsdorf. Tout à droite le sommet du Ferlacher Horn.
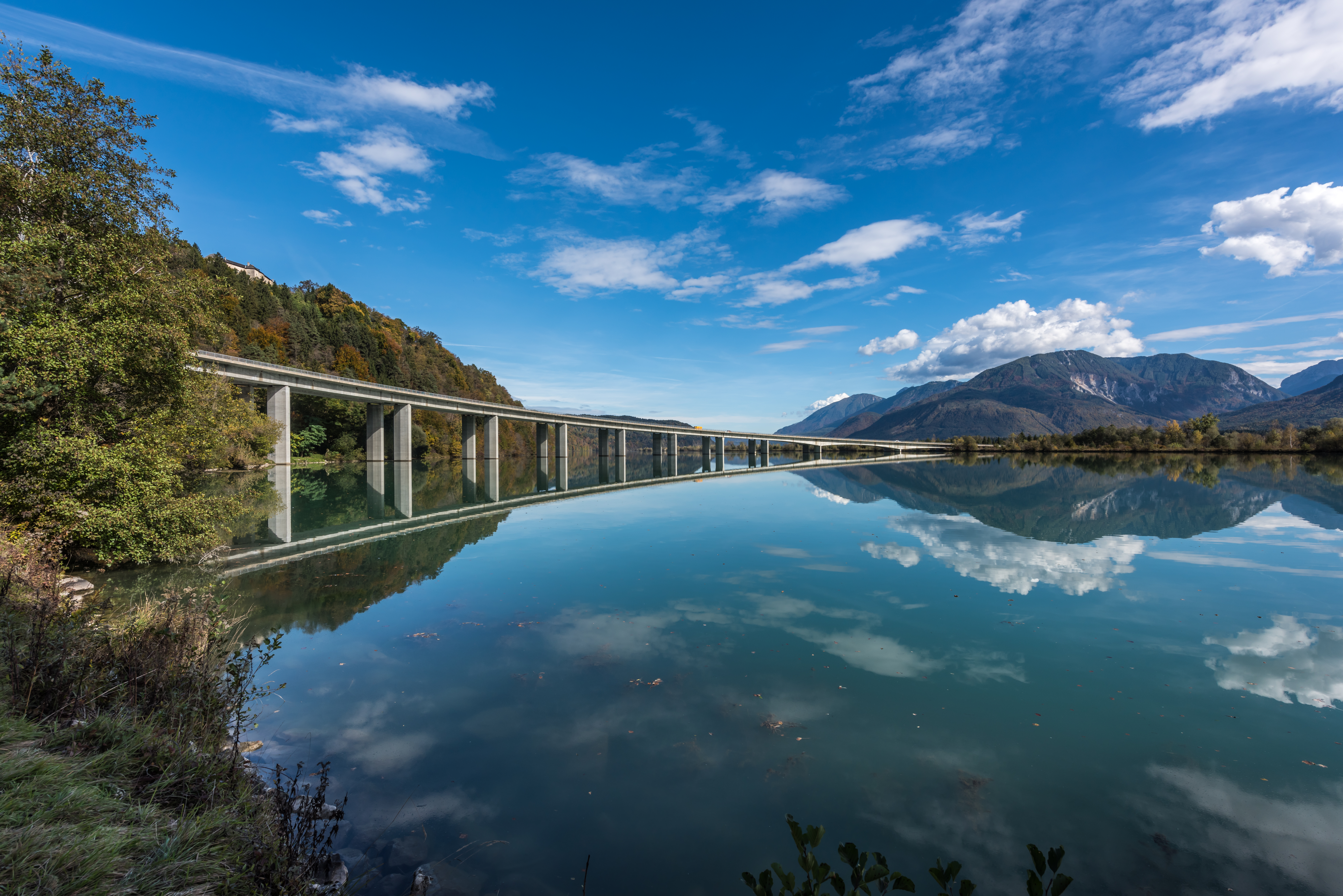
Le pont routier de la route Loiblpass Strasse B91 sur le réservoir.

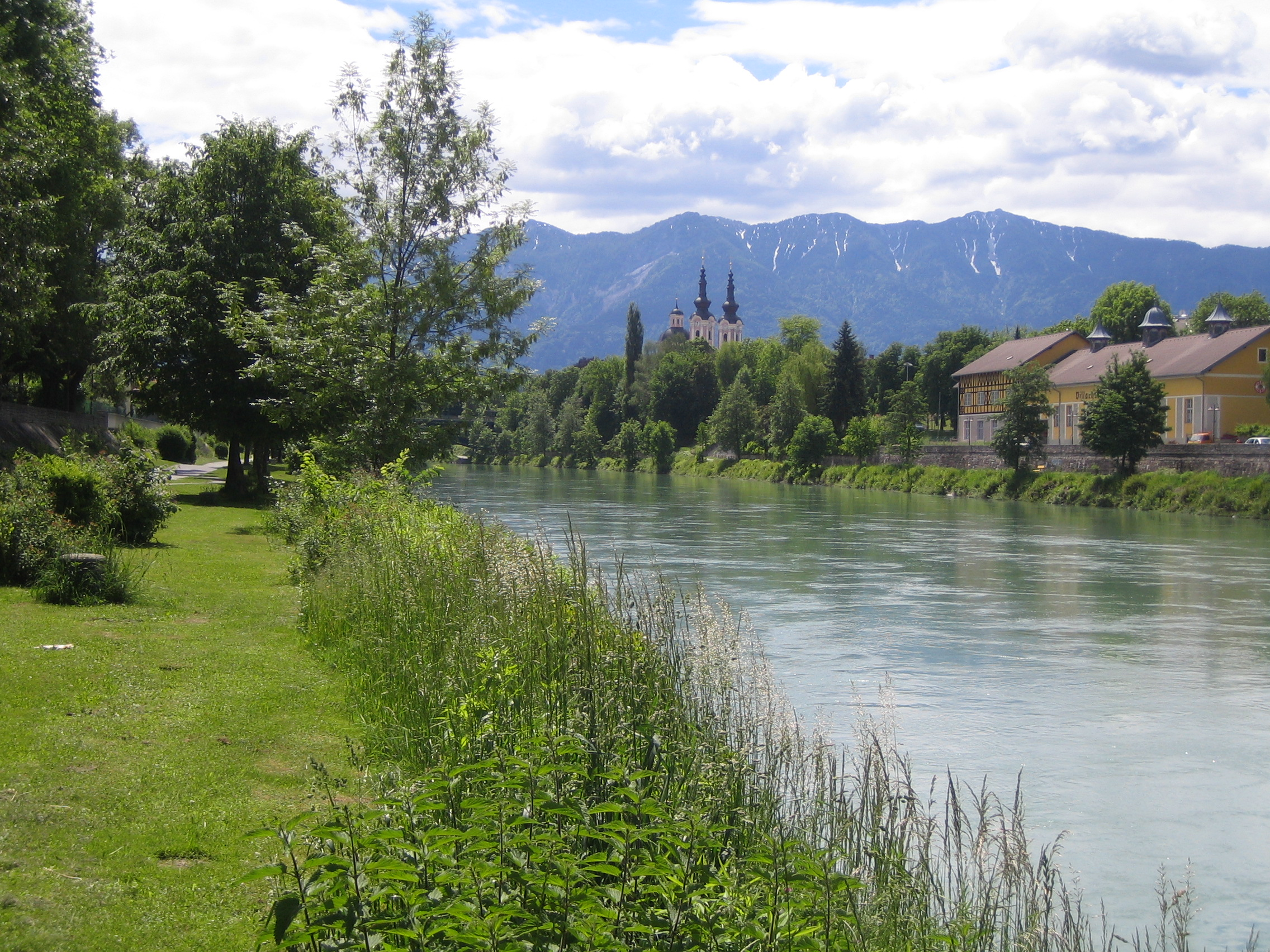
La Drave à Villach
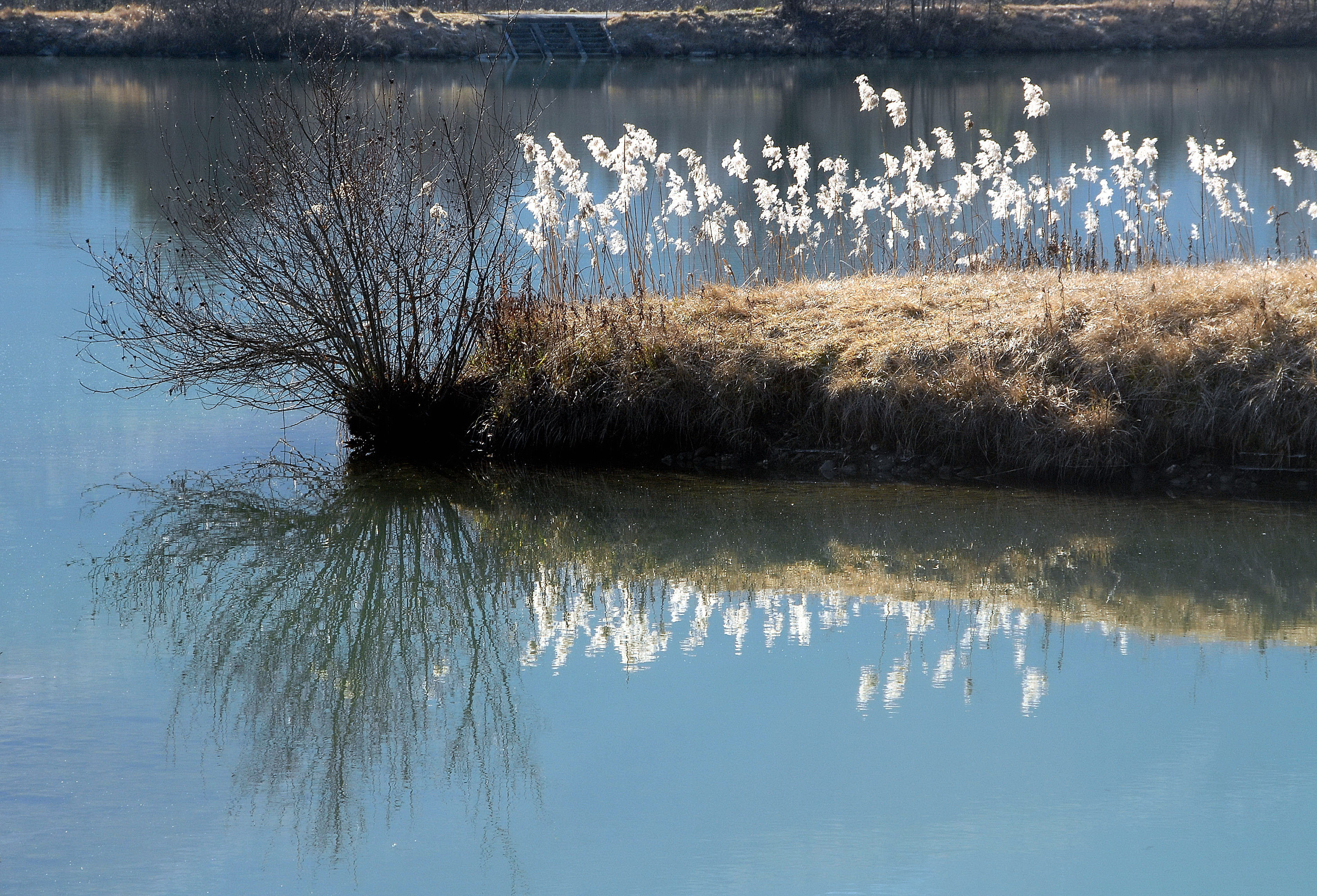
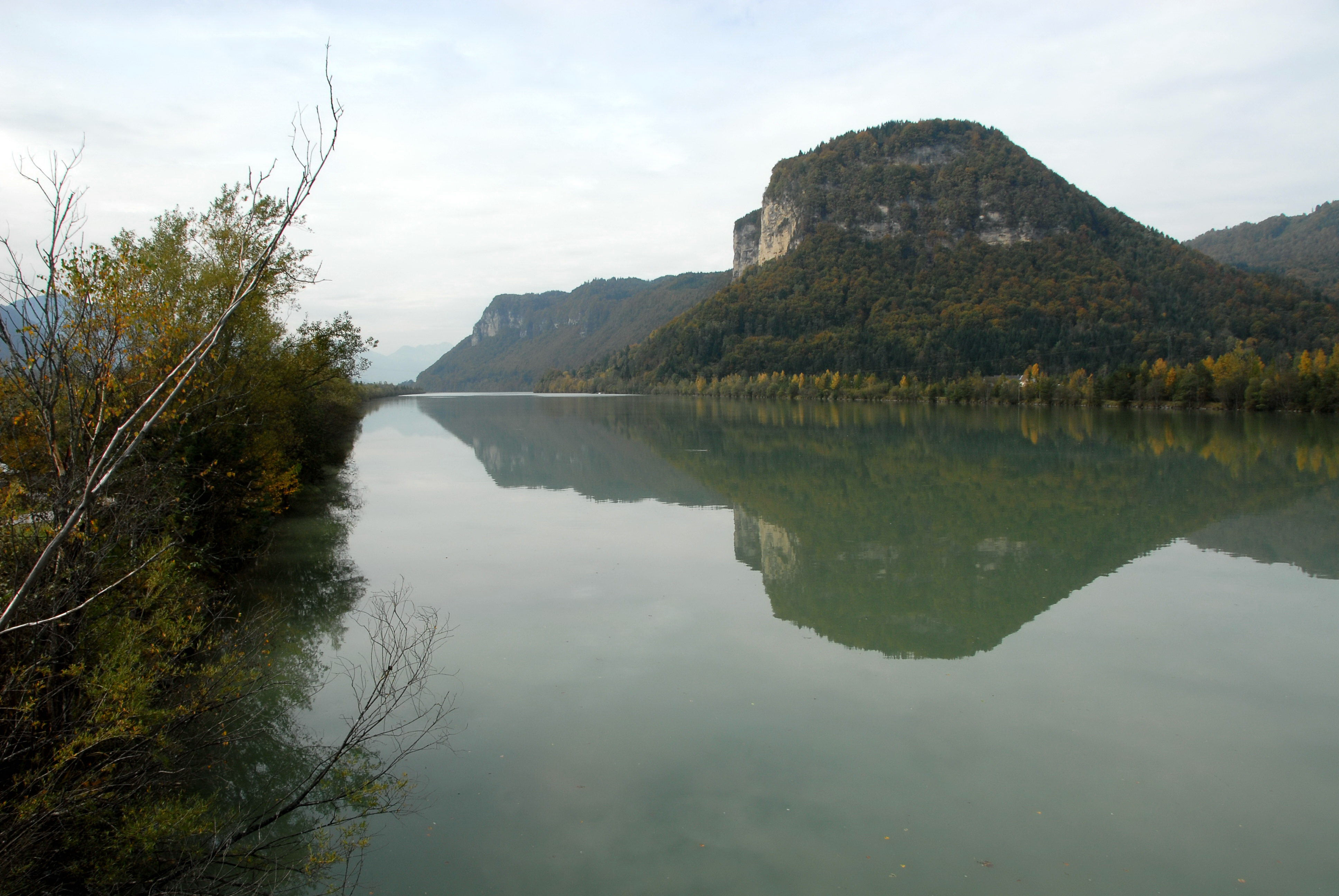
La Drave près de Rottenstein
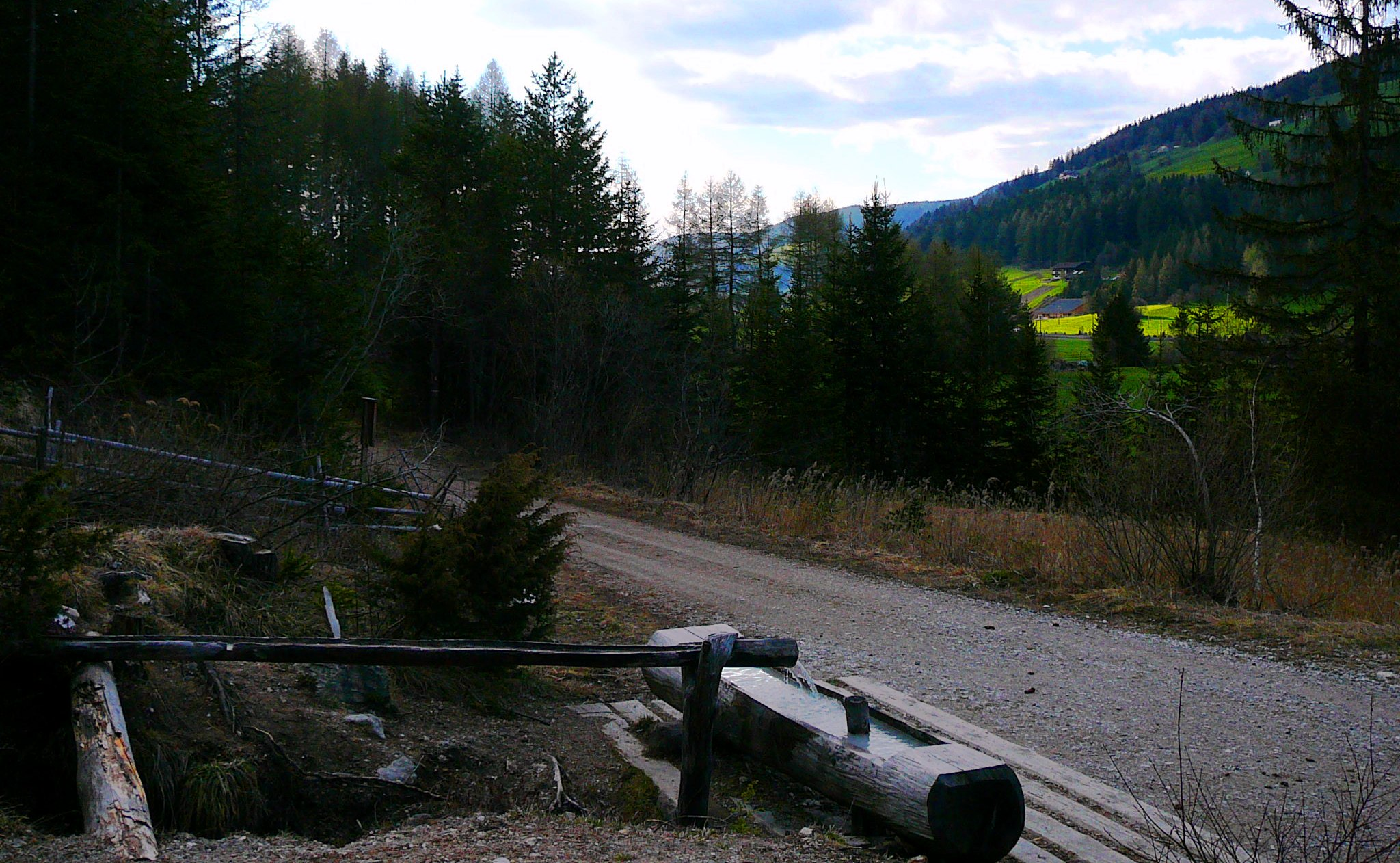
Les sources de la Drave entre Dobbiaco et San Candido